# Idaea isomorpha
Idaea isomorpha är en fjärilsart som beskrevs av Edward Meyrick 1888. Idaea isomorpha ingår i släktet Idaea och familjen mätare. Inga underarter finns listade i Catalogue of Life.